# Einar Björk (militär)
Einar Björk, född den 9 december 1886 i Uppsala, död där den 8 mars 1969, var en svensk militär.

## Biografi
Björk blev officer 1907, kapten vid Generalstaben 1920, vid Upplands infanteriregemente 1921 och åter vid Generalstaben 1926, major 1928, lärare vid Krigshögskolan 1929–1935, överstelöjtnant 1933, chef för Krigshögskolan 1935–1937, överste 1936, överadjutant hos konungen 1936-1950. Han var chef för Södra Skånska infanteriregementet 1937–1941, sekundchef för Svea livgarde 1941–1943, inspektör för IV. militärområdets lokalförsvar 1943–1950 samt blev slutligen generalmajor 1950.
Björk var ledamot av Kungliga Krigsvetenskapsakademien. Han var under åren 1949–1958 ordförande i Militärsällskapet i Stockholm och under åren 1942–1950 ordförande i Officersförbundet. Björk målade även på sin fritid och några alster finns vid Officerskåren vid Södra skånska regementet.

### Familj
Einar Björk var son till ombudsmannen Carl Björk och Edla, född Afzelius. Han gifte sig 1921 med Karin Maria Lundberg, född 1898. Einar Björk vilar på Uppsala gamla kyrkogård.

## Utmärkelser
- Riddare av Svärdsorden, 1928.[1]
- Riddare av Vasaorden, 1935.[2]
- Riddare av Nordstjärneorden, 1936.[3]
- Kommendör av andra klassen av Svärdsorden 1939.[4]
- Kommendör av första klassen av Svärdsorden, 1942.[5]